# Graham Harman
Graham Harman, né en 1968 à Iowa City, est un philosophe américain spécialiste de la pensée de Heidegger. Il enseigne actuellement à l'université américaine du Caire, en Égypte. Il est souvent associé au mouvement du Speculative Realism, aux côtés de philosophes tels que Ray Brassier, Iain Hamilton Grant, et Quentin Meillassoux.

## Cursus
Licencié du St. John's College à Annapolis, diplômé de l'université d'État de Pennsylvanie, Graham Harman obtient son doctorat en philosophie à l'université DePaul de Chicago. Pour financer son doctorat et ses nombreux voyages, il s'engage comme journaliste sportif à Chicago, ce qui lui donne la possibilité de rencontrer des figures du sport américain telles que Sammy Sosa et Bobby Knight.

## Une métaphysique de l'objet:Tool-Being
Par son interprétation de l'analyse heideggérienne de l'outil, en particulier dans Être et temps, Harman cherche à développer ce qu'il appelle une « philosophie de l'objet » (object-oriented philosophy). Considérant l'analyse de l'outil comme le moment philosophique décisif du XXe siècle, Harman trouve dans la pensée de Martin Heidegger les racines d'une « métaphysique des choses », radicalisant l'appel husserlien à « un retour aux choses en tant que choses mêmes ». Bien qu'il travaille de l'intérieur de la phénoménologie, dont Heidegger est un épigone, Harman reproche à la phénoménologie sa déficience face à l'objet, puisqu'elle le subordonne toujours aux modes de rapport que les êtres humains entretiennent avec lui. Contre la tradition kantienne, cette approche orientée par le point de vue objectal considère que la vie réelle des objets, jusqu'ici négligée, peut être le sol fertile d'où une métaphysique nouvelle pourra émerger. En soulignant les notions de substance et de cause occasionnelle, il affirme l'autonomie des objets en tant que possédant en eux-mêmes une vie souterraine toujours se retirant dans l'ombre de notre vie intentionnelle.
En se distinguant de la tradition phénoménologique, Harman déploie une métaphysique qui cherche à sortir les objets de leur captivité humaine et révèle un étrange réseau souterrain de relations interobjectales[réf. nécessaire].

## Œuvre

### Traductions vers l'américain
- Cristina Lafont, Heidegger, Language, and World-Disclosure, Cambridge University Press, Cambridge, 2000
- Niklaus Largier, In Praise of the Whip: A Cultural History of Arousal, Zone Books, 2007
- Gudrun Krämer, A History of Palestine: From the Ottoman Conquest to the Founding of the State of Israel, Princeton University Press, 2008

### Publications
- Graham Harman, Tool-Being. Heidegger and the Metaphysics of Objects, Open Court, Chicago, 2002
- Graham Harman, Guerrilla Metaphysics: Phenomenology and the Carpentry of Things, Open Court, Chicago, 2004
- Graham Harman, Heidegger Explained: From Phenomenon to Thing, Open Court, Chicago, 2007
- Graham Harman, Prince of Networks: Bruno Latour and Metaphysics, re.press, Melbourne, 2009
- Graham Harman, L'Objet quadruple, Paris, PUF, Collection Métaphysiques, 2010
- Graham Harman, Towards Speculative Realism: Essays and Lectures, Zero Books, 2010
- Graham Harman, Circus Philosophicus, Zero Books, 2010
- Bruno Latour, Graham Harman, Peter Erdélyi, The Prince and the Wolf: Latour and Harman at the LSE, Zero Books, 2011
- Graham Harman, Quentin Meillassoux: Philosophy in the Making, Edinburgh University Press, 2011
- Graham Harman, Object-Oriented Ontology: A New Theory of Everything, Pelican, 2018
- Graham Harman, Le marteau brisé de Dante : Éthique, esthétique et métaphysique de l'amour, préf. Quentin Meillassoux Paris, Armand Colin, 320 p., 2023  (ISBN 978-2200631765)